# Jag önskar dig
Jag önskar dig blev Tant Struls sista album, utgivet i november 1984. Som med Amason så gavs Jag önskar dig ut på CD 1995. Även den har en bonuslåt, "Romeo och diskerskan".

## Låtlista
1. Hela mitt guld
2. Slicka mej ren
3. Älskar du igen
4. Jag önskar dig
5. Svarta diamant
6. Ditt dystra hotell
7. Flickan utan ord
8. Förlåt mitt hjärta
9. Rid i natt
10. Romeo och diskerskan (Bonuslåt på cd-versionen)